# プリシラ (1994年の映画)
『プリシラ』（The Adventures of Priscilla, Queen of the Desert）は、1994年製作のオーストラリア映画である。ステファン・エリオット監督・脚本。

## 概要
海辺の街シドニーに住む3人のドラァグクイーンが、オーストラリア大陸の中心・砂漠の真中の街アリススプリングスのホテルで開かれるショーに出るため、入手したバス「プリシラ号」に乗って旅をする、いわゆるロードムービーである。様々なトラブル、アボリジニらとの出会いを経つつ、一見陽気な彼らにも、様々な過去や思いがあることが明らかにされる。砂漠の荒涼とした風景と、彼らの派手な出で立ちの対比が特徴である。
ビーチサンダルを繋げたドレス（費用は7ドル）など奇抜な衣装が好評を博し、アカデミー衣裳デザイン賞を受賞した。デザイナーのリジー・ガーディナーは、授賞式にアメリカン・エキスプレスのゴールド・カードを300枚近く繋げたドレスを来て登場した。すべてのカードに彼女の名前が刻印されていた。このドレスは授賞式ののちオークションにかけられ、収益は米国内のエイズ研究の財団に寄付された。
また、英国アカデミー賞においても衣装デザイン賞、メイクアップ&ヘアー賞を受賞した。
キャストが決定するまでには二転三転し、特にバーナデット役のテレンス・スタンプは、過去に自身が演じたことのない役柄について難色を示していた。逆に、ボブ役のビル・ハンターは、脚本を読むことなく出演を承諾したという。ヒューゴ・ウィーヴィングは、監督であるステファン・エリオットの以前の作品に出演している縁があった。

## ストーリー
シドニーに住むドラァグクイーンのミッチは25歳の仲間を失ってショックを受ける。アリススプリングスのカジノでの女装して口パクで踊るパフォーマンスの仕事とキングス・キャニオンの山頂でスパンコールのドレスとハイヒールで立つ夢のため、誇り高いトランスジェンダーのバーナデットと若くて騒々しいフェリシアとともに、チャーターしたバスを「プリシラ号」と命名し、アリススプリングスまで砂漠の中を3千キロの旅に出る。
ミッチは興行先のホテルで別れた妻が待っていることを告白。田舎町で差別から化け物扱いされたり、バスに「AIDS FUCKERS GO HOME!」と落書きされる。砂漠でバスが故障して女装から救援が帰ったり、アボリジニと交歓したり、冒険が続く。元ヒッピーの修理屋ボブに修理をお願いするが、ボブの妻シンシアはパブで男たちを相手にピンポンを飛び出させるという際どいショーを行って大喧嘩し、逃げられる。立ち寄ったクーバーペディでゲイへの偏見から罵声を浴びせられ、殺されそうになったフェリシアをバーナデッドは優しく慰める。
目的のホテルに着き、ミッチは不安を抱きつつ、元妻のマリオンと息子のベンジーに涙の再会を果たす。その夜、ミッチはうちで寝ているというベンジーの顔をショーの客席に見つけて失神する。マリオンは8年間母親をやったから今度は父親をやってくれと頼む。念願の山に登り、4週間のショーは終わる。一行はシドニーへ帰る日が来るが、事件の後からボブと恋に落ちていたバーナデッドは、2人で残ることになる。ベンジーを連れて都会に戻ったミッチとフェリシアのステージは今日も満席で、息子のリクエストしたABBAの「マンマ・ミーア」を踊る。

## キャスト
- テレンス・スタンプ：バーナデット
- ヒューゴ・ウィーヴィング：ミッチ
- ガイ・ピアース：フェリシア
- ビル・ハンター（英語版）：ボブ
- サラ・チャドウィック：マリオン
- マーク・ホルムズ：ベンジ
- ジュリア・コルテス：シンシア
- ケン・ラドレイ：フランク
- アラン・ダージン：原住民

## ミュージカル版
2006年に初演。日本では、「ミュージカル プリシラ」として2016年12月に日生劇場で初演。再演も決定し、2019年3月に上演。
演出は宮本亜門、主演は山崎育三郎。

### キャスト
- ティック（ミッチ） - 山崎育三郎[3]
- バーナデット - 陣内孝則[4]
- アダム（フェリシア） - ユナク（超新星）・古屋敬多（Lead） [4] ※ Wキャスト
- ミス・アンダースタンディング - 大村俊介（SHUN）・オナン・スペルマーメイド[5] ※ Wキャスト
- DIVA - ジェニファー、エリアンナ、ダンドイ舞莉花[5]
- ボブ - 石坂勇[5]
- マリオン - 和音美桜（初演）[5] / 三森千愛（再演）[2]
- シンシア - キンタロー。・池田有希子 [5] ※ Wキャスト
- シャーリー - はるはる（初演）[5] / 谷口ゆうな（再演）[2]
- ベンジー - 加藤憲史郎・陣慶昭（初演）[5] / 瀧澤拓未・陣慶昭（再演）[2] ※ いずれもWキャスト